# Manitobaïta
La manitobaïta és un mineral de la classe dels fosfats, que pertany i dona nom al grup de la manitobaïta. Rep el seu nom per Manitoba, la província canadenca a on es troba la seva localitat tipus.

## Característiques
La manitobaïta és un fosfat de fórmula química Na16Mn2+
25Al₈(PO₄)30. Va ser aprovada com a espècie vàlida per l'Associació Mineralògica Internacional l'any 2009, i publicada per primera vegada un any després. Cristal·litza en el sistema monoclínic. La seva duresa a l'escala de Mohs oscil·la entre 5 i 5,5.
Segons la classificació de Nickel-Strunz, la manitobaïta pertany a «08.AC: Fosfats, etc. sense anions addicionals, sense H₂O, amb cations de mida mitjana i gran» juntament amb els següents minerals: howardevansita, al·luaudita, arseniopleïta, caryinita, ferroal·luaudita, hagendorfita, johil·lerita, maghagendorfita, nickenichita, varulita, ferrohagendorfita, bradaczekita, yazganita, groatita, bobfergusonita, ferrowyl·lieïta, qingheiïta, rosemaryita, wyl·lieïta, ferrorosemaryita, qingheiïta-(Fe2+), marićita, berzeliïta, manganberzeliïta, palenzonaïta, schäferita, brianita, vitusita-(Ce), olgita, barioolgita, whitlockita, estronciowhitlockita, merrillita, tuïta, ferromerrillita, bobdownsita, chladniïta, fil·lowita, johnsomervilleïta, galileiïta, stornesita-(Y), xenofil·lita, harrisonita, kosnarita, panethita, stanfieldita, ronneburgita, tillmannsita i filatovita.

## Formació i jaciments
Va ser descoberta a la pegmatita núm. 22, del grup nord del llac Cross, a Manitoba, Canadà. Es tracta de l'únic indret a on ha estat trobada aquesta espècie mineral.